# Sarek Nationalpark
67°17′N 17°37′Ø / 67.283°N 17.617°Ø
Sarek er en nationalpark i den vestre del af Jokkmokk kommun i Lappland i Sverige. Den blev oprettet i 1909. Vandrevejen Kungsleden som går fra Kvikkjokk til Saltoluokta passerer lige syd for nationalparken. Den grænser mod Padjelanta Nationalpark i vest og mod Stora Sjöfallets Nationalpark i øst og nord. Sarek er et udpræget højfjeldsområde, som omfatter 1970 km² med otte toppe over 2000 meter. Sarektjåkko Stortopp er højeste punkt på 2.089 moh. og efter svenske forhold er der forholdsvis mange isbræer i området. Derudover er der over hundrede toppe over 1.800 meter.
Sarek er et af Sveriges mest kendte områder for fjeldturisme, men egner sig ikke for uerfarne besøgende da der ikke findes overnatningssteder i området. Mængden af smeltevand fra sne og isbræer kan blive stort i foråret og sommeren og kan gøre passage af floderne farligt.
Der findes nogle broer i området, samt en nødtelefon i Mikkelstugan i nærheden af Ruotesvagges munding i øvre Rapadalen.
Sarek nås lettest fra Kvikkjokk, i nord fra Ritsem eller fra øst via Saltoluokta eller Seitevare.

## Galleri
- Rapadalen med Tjakkeli og Skierfe
- Mange mener at slutningen af august og de første uger i september er den bedste tid for vandreture i Sarek
- Vinden kan flytte store mængder sne på kort tid, og give dårlig sigtbarhed.